# Saladino (série animada)
Saladino (Saladin, na versão original em inglês) é uma série de desenho animado malaio produzido em 2010 pela emissora árabe Al Jazira. O desenho é baseado na vida do herói muçulmano Ṣalaḥ Al-Din Yusuf Ibn Ayyub, conhecido no Ocidente como Saladino, com histórias fictícias levando um estilo de animação computadorizada por CGI.
No Brasil a animação estreou no canal infanto-educativo Canal Futura no dia 7 de julho de 2013 fazendo parte de sua programação animada.

## Enredo
Um jovem guerreiro conhecido por Saladino sai pelo mundo afora, ao lado de seu melhor amigo em busca de divertidas e perigosas aventuras.